# Grand Slam (Tennis)
| Turnier         | Ort       | 1. Austragung | Termin           | Belag     |
| --------------- | --------- | ------------- | ---------------- | --------- |
| Australian Open | Melbourne | 1905          | Januar           | Hartplatz |
| French Open     | Paris     | 1891          | Mai/Juni         | Sand      |
| Wimbledon       | London    | 1877          | Juni/Juli        | Rasen     |
| US Open         | New York  | 1881          | August/September | Hartplatz |

Ein Grand Slam (englisch für großer Schlag) im Tennissport bedeutet den Gewinn aller vier Grand-Slam-Turniere innerhalb eines Kalenderjahres.
Die vier Grand-Slam-Turniere Australian Open, French Open, Wimbledon Championships und US Open gehören sowohl in Bezug auf das Preisgeld als auch auf die dort vergebenen Weltranglistenpunkte zu den am höchsten dotierten Turnieren im Spielplan.

## Geschichte
Der Begriff Grand Slam wurde von dem US-amerikanischen Journalisten John Kieran 1933 in den Tennissport eingeführt. Er entlieh ihn dem englischen Kartenspiel Whist, beziehungsweise dem daraus entstandenen Bridge, bei dem ein Grand Slam (deutsch: Großschlemm) den Gewinn aller Stiche für eine Partei bedeutet. Nachdem der Tennisspieler Jack Crawford in jenem Jahr bereits die australischen und französischen Meisterschaften sowie Wimbledon gewonnen hatte, schrieb Kieran in der New York Times, ein Sieg Crawfords in den US-Meisterschaften sei nun quasi ein Grand Slam auf Tennisplätzen. Crawford verlor jedoch das Finale gegen Fred Perry.

## Popularität
Die Popularität des Grand-Slam-Tennis erreichte 2024 neue Höhen mit einer Gesamtzuschauerzahl von fast 2 Milliarden Menschen in mehr als 200 Ländern. Auch die Besucherzahlen vor Ort stiegen auf Rekordniveau: Mehr als 3.360.000 Fans besuchten die Turniere, ein Anstieg von 10 % gegenüber 2023. Die Grand Slams haben auch ein bemerkenswertes Wachstum ihres Social-Media-Publikums erlebt. Mit einem Anstieg der Anzahl der Videoaufrufe und -eindrücke während des Turniers um mehr als 30 % haben die vier Veranstaltungen zusammen über 6,3 Milliarden Gesamtaufrufe erreicht. Im Jahr 2024 wurden bei den Grand Slams Preisgelder in Höhe von 254 Millionen US-Dollar an 800 Profispieler ausgezahlt. Das ist ein Anstieg um 23 Millionen US-Dollar im Vergleich zu 2023.

## Modus
Die Turniere werden jeweils innerhalb von etwa zwei Wochen im K.-o.-System für Männer und für Frauen als Einzel-, Doppel- und Mixed-Wettbewerb ausgetragen.
Im Einzel gehen sowohl bei den Herren als auch den Damen 128 Teilnehmer an den Start, sodass bis zum Finale über sieben Runden gespielt wird. Üblicherweise haben die Spieler somit im Vergleich zu anderen Turnieren nach jedem Match jeweils einen Tag Pause.
Die Herren spielen ihre Matches über drei Gewinnsätze, die Damen über zwei. Nachdem lange Zeit – außer bei den US Open – der Entscheidungssatz ohne Tie-Break gespielt wurde und danach kurzzeitig alle vier Grand-Slam-Turniere unterschiedliche Regelungen getroffen hatten, wird seit den French Open 2022 derzeit bei 6:6 im entscheidenden Satz bei allen vier Turnieren einheitlich ein Match-Tie-Break gespielt.

## Teilnehmer
Es gibt mehrere Wege sich für die Teilnahme an einem Einzelwettbewerb eines Grand-Slam-Turniers zu qualifizieren:
- 16 Plätze werden über das vorausgehende Qualifikationsturnier vergeben
- 8 Wildcards werden von der jeweiligen Turnierleitung vergeben
- 104 Plätze werden an die Bestplatzierten des WTA-/ATP-Rankings vergeben
- durch Beantragung eines Protected Rankings können Teilnehmer der vorgenannten Gruppe verdrängt werden

Bei Absagen rücken schlechter platzierte Spieler weiter nach oben, sodass ein Spieler nicht mehr in der Qualifikation antreten muss. Bei Absagen kurz vor Beginn der Hauptrundenspiele sind die freigewordenen Plätze Lucky Losern vorbehalten.

## Vergleich der Preisgelder für die Sieger
| Veranstaltung   | Preisgeld     | in Euro     |
| --------------- | ------------- | ----------- |
| US Open         | 3.000.000 $   | 2.765.869 € |
| Wimbledon       | 2.350.000 £   | 2.758.406 € |
| French Open     | 2.300.000 €   | 2.300.000 € |
| Australian Open | 2.975.000 AU$ | 1.761.694 € |

| Veranstaltung   | Preisgeld     | in Euro     |
| --------------- | ------------- | ----------- |
| US Open         | 3.600.000 $   | 3.290.058 € |
| Wimbledon       | 2.700.000 £   | 3.199.581 € |
| French Open     | 2.400.000 €   | 2.400.000 € |
| Australian Open | 3.150.000 AU$ | 1.906.695 € |

| Veranstaltung   | Preisgeld     | in Euro     |
| --------------- | ------------- | ----------- |
| US Open         | 5.000.000 $   | 4.295.850 € |
| Wimbledon       | 3.000.000 £   | 3.524.730 € |
| French Open     | 2.550.000 €   | 2.550.000 € |
| Australian Open | 3.500.000 AU$ | 2.111.000 € |

## Weltranglistenpunkte
Die Punkte für die erfolgreiche Qualifikation erhält man zusätzlich zu den Punkten in der Hauptrunde.
| Hauptfeld    | Hauptfeld | Hauptfeld | Hauptfeld  | Hauptfeld     | Hauptfeld    | Hauptfeld | Hauptfeld | Hauptfeld | Hauptfeld     | Hauptfeld              | Hauptfeld              | Hauptfeld              |
| ------------ | --------- | --------- | ---------- | ------------- | ------------ | --------- | --------- | --------- | ------------- | ---------------------- | ---------------------- | ---------------------- |
| Konkurrenz   | Sieger    | Finale    | Halbfinale | Viertelfinale | Achtelfinale | 3. Runde  | 2. Runde  | 1. Runde  | Qualifikation | Qualifikation 3. Runde | Qualifikation 2. Runde | Qualifikation 1. Runde |
| Herreneinzel | 2000      | 1300      | 800        | 400           | 200          | 100       | 50        | 10        | 30            | 16                     | 08                     | 0                      |
| Herrendoppel | 2000      | 1200      | 720        | 360           | 180          | 090       | 0         |           |               |                        |                        |                        |
| Dameneinzel  | 2000      | 1300      | 780        | 430           | 240          | 130       | 70        | 10        | 40            | 30                     | 20                     | 2                      |
| Damendoppel  | 2000      | 1300      | 780        | 430           | 240          | 130       | 10        |           |               |                        |                        |                        |

| Junioren           | Junioren | Junioren | Junioren   | Junioren      | Junioren     | Junioren | Junioren    | Junioren      |
| ------------------ | -------- | -------- | ---------- | ------------- | ------------ | -------- | ----------- | ------------- |
| Konkurrenz         | Sieger   | Finale   | Halbfinale | Viertelfinale | Achtelfinale | 1. Runde | Qualifikant | Qualifikation |
| Junioren-Einzel    | 375      | 270      | 180        | 120           | 75           | 30       | 25          | 20            |
| Juniorinnen-Einzel | 375      | 270      | 180        | 120           | 75           | 30       | 25          | 20            |
| Junioren-Doppel    | 270      | 180      | 120        | 75            | 45           |          |             |               |
| Juniorinnen-Doppel | 270      | 180      | 120        | 75            | 45           |          |             |               |

| Rollstuhltennis/Quad | Rollstuhltennis/Quad | Rollstuhltennis/Quad | Rollstuhltennis/Quad | Rollstuhltennis/Quad |
| -------------------- | -------------------- | -------------------- | -------------------- | -------------------- |
| Konkurrenz           | Sieger               | Finale               | Halbfinale           | Viertelfinale        |
| Einzel               | 800                  | 500                  | 375                  | 100                  |
| Doppel               | 800                  | 500                  | 100                  |                      |
| Quad Einzel          | 800                  | 500                  | 100                  |                      |
| Quad Doppel          | 800                  | 100                  |                      |                      |

| Junioren-Rollstuhltennis | Junioren-Rollstuhltennis | Junioren-Rollstuhltennis | Junioren-Rollstuhltennis | Junioren-Rollstuhltennis | Junioren-Rollstuhltennis |
| ------------------------ | ------------------------ | ------------------------ | ------------------------ | ------------------------ | ------------------------ |
| Konkurrenz               | Sieger                   | Finale                   | Halbfinale               | Viertelfinale            | Achtelfinale             |
| Junioreneinzel           | 40                       | 30                       | 23                       | 12                       | 2                        |
| Juniorinneneinzel        | 40                       | 30                       | 15                       | 2                        |                          |

## Grand-Slam-Sieger
| Jahr                                                 | Tennisspieler(in)                             | Wettbewerb     |
| ---------------------------------------------------- | --------------------------------------------- | -------------- |
| 1938                                                 | Don Budge                                     | Herreneinzel   |
| 1951                                                 | Ken McGregor Frank Sedgman                    | Herrendoppel   |
| 1953                                                 | Maureen Connolly                              | Dameneinzel    |
| 1960                                                 | Maria Bueno mit verschiedenen Partnerinnen    | Damendoppel    |
| 1962                                                 | Rod Laver                                     | Herreneinzel   |
| 1963                                                 | Margaret Smith Ken Fletcher                   | Mixed          |
| 1965                                                 | Margaret Smith mit verschiedenen Partnern     | Mixed          |
| 1967                                                 | Owen Davidson mit verschiedenen Partnerinnen  | Mixed          |
| 1969                                                 | Rod Laver                                     | Herreneinzel   |
| 1970                                                 | Margaret Court                                | Dameneinzel    |
| 1983                                                 | Stefan Edberg                                 | Junioreneinzel |
| 1984                                                 | Martina Navratilova Pam Shriver               | Damendoppel    |
| 1988                                                 | Steffi Graf                                   | Dameneinzel    |
| 1998                                                 | Martina Hingis mit verschiedenen Partnerinnen | Damendoppel    |
|  mit verschiedenen Partnern  Golden Slam fett Einzel |                                               |                |

Der Grand Slam gilt als der größte Erfolg, den ein Tennisspieler erzielen kann. In den Einzelkonkurrenzen gelang er erst fünf Spielern, wobei Rod Laver der einzige Spieler ist, der den Grand Slam zwei Mal gewonnen hat (1962 und 1969). Noch seltener ist der Grand Slam von Doppel-Paarungen, wo er bisher erst von zwei Doppel-Paaren und einem Mixed-Paar gewonnen wurde. Beim Doppel liegt aber auch dann ein Grand Slam vor, wenn ein Spieler die Grand-Slam-Turniere eines Jahres mit verschiedenen Partnern gewinnt.
Von einem Grand-Slam-Titel oder -Titelgewinn wird dann gesprochen, wenn ein einzelnes der vier Grand-Slam-Turniere gewonnen wurde. Es ist nicht zu verwechseln mit dem Gewinn eines Grand Slams.
Am seltensten ist der Gewinn eines Grand-Slams bei den Jugendturnieren. Nur Stefan Edberg gelang es bisher 1983 alle vier Turniere zu gewinnen. Bei den Juniorinnen und bei den Doppelkonkurrenzen der Jugendlichen gab es bisher keine Grand-Slam-Sieger.

## „Unechter“ Grand Slam
| Jahre | Tennisspieler(in)                                  | Wettbewerb   |
| --- | -------------------------------------------------- | ------------ |
| 1983/84 | Martina Navratilova                                | Dameneinzel  |
| 1986/87 * | Martina Navratilova mit verschiedenen Partnerinnen | Damendoppel  |
| 1986/87 * | Martina Navratilova Pam Shriver                    | Damendoppel  |
| 1992/93 | Gigi Fernández Natallja Swerawa                    | Damendoppel  |
| 1993/94 | Steffi Graf                                        | Dameneinzel  |
| 1996/97 | Natallja Swerawa mit verschiedenen Partnerinnen    | Damendoppel  |
| 2002/03 | Serena Williams                                    | Dameneinzel  |
| 2009/10 | Serena Williams Venus Williams                     | Damendoppel  |
| 2012/13 | Bob Bryan Mike Bryan                               | Herrendoppel |
| 2014/15 | Serena Williams                                    | Dameneinzel  |
| 2015/16 | Novak Đoković                                      | Herreneinzel |
|  mit verschiedenen Partnern * iiiDiese unechten Grand Slams überschneiden sich teilweise: 000der erste: French Open 1986 bis Australian Open 1987, 000der zweite (mit P. Shriver): Wimbledon 1986 bis French Open 1987. |                                                    |              |

Beim Gewinn von vier Grand-Slam-Turnieren in Folge, ohne dass diese in einem Kalenderjahr liegen, wird von einem „unechten“ Grand Slam gesprochen, z. B. bei Martina Navrátilová: Ihr gelang 1983/84 im Dameneinzel mit sechs aufeinander folgenden Siegen ein Rekord an Grand-Slam-Turniersiegen, ohne dass sie einen echten Grand Slam erzielte. Im Damendoppel gewannen Gigi Fernández und Natallja Swerawa 1992/93 ebenfalls sechs Turniere in Folge, ohne einen echten Grand Slam zu erreichen. Als bisher letztem Spieler gelang Novak Đoković ab dem Wimbledon-Turnier 2015 der unechte Grand Slam bis zu den French Open 2016.

## Karriere-Grand-Slam
Einen Karriere-Grand-Slam erreicht ein Spieler, wenn er jedes der vier großen Turniere mindestens einmal im Laufe seiner Karriere gewinnt.

### Herren-Einzel
Die folgenden Spieler konnten im Laufe ihrer Karriere alle vier Grand-Slam-Turniere gewinnen, wenn auch nicht unbedingt innerhalb eines Jahres oder in direkter Folge:
- 1935: Fred Perry
- 1938: Don Budge
- 1962: Rod Laver
- 1964: Roy Emerson
- 1999: Andre Agassi
- 2009: Roger Federer
- 2010: Rafael Nadal
- 2016: Novak Đoković

genannt ist das Jahr, in dem der Spieler den Karriere-Grand-Slam komplettiert hat
Nur Andre Agassi, Roger Federer, Rafael Nadal und Novak Đoković erreichten den Karriere-Grand-Slam auf drei unterschiedlichen Belägen (Rasen-, Sand- und Hartplatz). Die früheren Karriere-Grand-Slam-Sieger erreichten ihre Grand-Slam-Erfolge ausschließlich auf Sand- und Rasenplätzen.

### Damen-Einzel
Den folgenden Spielerinnen gelang im Laufe ihrer Karriere ein Sieg bei jedem der vier Grand-Slam-Turniere, wenn auch nicht unbedingt innerhalb eines Jahres oder in direkter Folge:
- 1953: Maureen Connolly
- 1954: Doris Hart
- 1957: Shirley Fry
- 1963: Margaret Smith
- 1972: Billie Jean King
- 1982: Chris Evert
- 1983: Martina Navrátilová
- 1988: Steffi Graf
- 2003: Serena Williams
- 2012: Marija Scharapowa

genannt ist das Jahr, in dem die Spielerin den Karriere-Grand-Slam komplettiert hat

### Herren-Doppel
Einzelspieler
Die folgenden Spieler konnten im Laufe ihrer Karriere alle vier Grand-Slam-Turniere im Doppel gewinnen, wenn auch nicht unbedingt innerhalb eines Jahres oder in direkter Folge:
- 1939: Adrian Quist
- 1951: Frank Sedgman
- 1951: Ken McGregor
- 1956: Lew Hoad
- 1956: Ken Rosewall
- 1959: Neale Fraser
- 1962: Roy Emerson
- 1965: Fred Stolle
- 1967: John Newcombe
- 1967: Tony Roche
- 1977: Bob Hewitt
- 1989: John Fitzgerald
- 1989: Anders Järryd
- 1998: Jacco Eltingh
- 1998: Paul Haarhuis
- 2000: Todd Woodbridge
- 2000: Mark Woodforde
- 2005: Jonas Björkman
- 2006: Bob Bryan
- 2006: Mike Bryan
- 2008: Daniel Nestor
- 2012: Leander Paes
- 2019: Pierre-Hugues Herbert
- 2019: Nicolas Mahut
- 2024: Mate Pavić

genannt ist das Jahr, in dem der Spieler den Karriere-Grand-Slam komplettiert hat
Paarungen
Die folgenden Paarungen konnten den Karriere-Grand-Slam als Team gewinnen:
- 1951: Ken McGregor und Frank Sedgman
- 1956: Lew Hoad und Ken Rosewall
- 1962: Roy Emerson und Neale Fraser
- 1967: John Newcombe und Tony Roche
- 1998: Jacco Eltingh und Paul Haarhuis
- 2000: Todd Woodbridge und Mark Woodforde
- 2006: Bob Bryan und Mike Bryan
- 2019: Pierre-Hugues Herbert und Nicolas Mahut

genannt ist das Jahr, in dem die Paarung den Karriere-Grand-Slam komplettiert hat

### Damen-Doppel
Einzelspielerinnen
Die folgenden Spielerinnen konnten im Laufe ihrer Karriere alle vier Grand-Slam-Turniere im Doppel gewinnen, wenn auch nicht unbedingt innerhalb eines Jahres oder in direkter Folge:
- 1950: Louise Brough Clapp
- 1951: Doris Hart
- 1957: Shirley Fry
- 1960: Maria Bueno
- 1964: Margaret Smith
- 1964: Lesley Turner
- 1970: Judy Tegart Dalton
- 1980: Martina Navrátilová
- 1981: Kathy Jordan
- 1981: Anne Smith
- 1984: Pam Shriver
- 1990: Helena Suková
- 1993: Gigi Fernández
- 1993: Natallja Swerawa
- 1994: Jana Novotná
- 1998: Martina Hingis
- 2001: Serena Williams
- 2001: Venus Williams
- 2006: Lisa Raymond
- 2014: Sara Errani
- 2014: Roberta Vinci
- 2022: Barbora Krejčíková
- 2022: Kateřina Siniaková

genannt ist das Jahr, in dem die Spielerin den Karriere-Grand-Slam komplettiert hat
Paarungen
- 1981: Kathy Jordan und Anne Smith
- 1984: Martina Navrátilová und Pam Shriver
- 1993: Gigi Fernández und Natallja Swerawa
- 2001: Serena Williams und Venus Williams
- 2014: Sara Errani und Roberta Vinci
- 2022: Barbora Krejčíková und Kateřina Siniaková

genannt ist das Jahr, in dem die Paarung den Karriere-Grand-Slam komplettiert hat

### Mixed
Einzelspieler
- 1928: Jean Borotra
- 1951: Doris Hart
- 1951: Frank Sedgman
- 1963: Ken Fletcher
- 1963: Margaret Smith
- 1967: Owen Davidson
- 1968: Billie Jean King
- 1975: Marty Riessen
- 1979: Bob Hewitt
- 1994: Todd Woodbridge
- 1995: Mark Woodforde
- 2003: Martina Navrátilová
- 2005: Daniela Hantuchová
- 2006: Mahesh Bhupathi
- 2010: Cara Black
- 2016: Martina Hingis
- 2016: Leander Paes

genannt ist das Jahr, in dem der Spieler bzw. die Spielerin den Karriere-Grand-Slam komplettiert hat
Paarungen
- 1951: Doris Hart und Frank Sedgman
- 1963: Margaret Smith und Ken Fletcher
- 2016: Martina Hingis und Leander Paes

genannt ist das Jahr, in dem die Paarung den Karriere-Grand-Slam als Team komplettiert hat

### Junioren-Einzel
Nur einem Spieler gelang bisher alle Grand-Slam-Turniere als Jugendlicher zu gewinnen. Hierbei handelt es sich um Stefan Edberg, der einen echten Grand-Slam bei den Junioren errang.
- 1983: Stefan Edberg

genannt ist das Jahr, in dem der Spieler den Karriere-Grand-Slam komplettiert hat

### Junioren-Doppel
Einzelspieler
Nur einem Spieler gelang bisher alle Grand-Slam-Turniere als Jugendlicher zu gewinnen. Hierbei handelt es sich um Mark Kratzmann.
- 1984: Mark Kratzmann

genannt ist das Jahr, in dem der Spieler den Karriere-Grand-Slam komplettiert hat

## Golden Slam
Siege bei allen vier Grand-Slam-Turnieren in einem Jahr sowie zusätzlich der Gewinn der Goldmedaille beim olympischen Tennisturnier werden inoffiziell als Golden Slam bezeichnet. Bisher gelang ein solcher Erfolg im Tennis nur Steffi Graf im Jahr 1988. Im Rollstuhltennis erzielte Diede de Groot im Jahr 2021 den Golden Slam.
Zwischen 1928 und 1984 gehörte Tennis nicht zum Programm der Olympischen Spiele, so dass vor Graf ein Golden Slam theoretisch nur viermal möglich gewesen wäre (1908, 1912, 1920, 1924).
2012 erzielte die US-amerikanische Tennisspielerin Serena Williams mit ihrem Sieg im Einzel der XXX. Olympischen Sommerspiele einen Karriere-Golden-Slam. Im Doppel erreichte sie, zusammen mit ihrer Schwester Venus, den Karriere-Golden-Slam bereits 2001 mit dem Gewinn der Australian Open. Auch das US-amerikanische Brüderpaar Bob und Mike Bryan hatte mit dem Sieg im Herrendoppel der Olympischen Spiele 2012 einen Karriere-Golden-Slam, der zudem einen unechten Golden Slam nach sich zog, indem sie alle vier folgenden Grand-Slam-Turniere gewannen.
Weitere Spieler, denen ein so genannter Karriere-Golden-Slam gelang, sind Andre Agassi, Rafael Nadal und Novak Đoković im Herreneinzel, Todd Woodbridge und Mark Woodforde im Herrendoppel als Team, Daniel Nestor und Mate Pavić als Einzelspieler im Herrendoppel sowie Pam Shriver, Gigi Fernández und Sara Errani als Einzelspielerinnen und das Duo Barbora Krejčíková / Kateřina Siniaková im Damendoppel.

## Spieler, die alle Grand-Slam-Titel gewonnen haben
Nur drei Spielerinnen, nämlich Doris Hart, Margaret Court und Martina Navratilova, ist es gelungen, sowohl im Einzel als auch im Doppel und im Mixed jeden möglichen Grand-Slam-Titel mindestens einmal zu gewinnen.

## Triple Crown
Die Triple Crown im Tennis ist der Gewinn des Einzels, des Doppels und des Mixed bei einem Grand-Slam-Turnier im selben Jahr. Die einzigen beiden, denen dies in der Open Era gelang, waren Martina Navratilova (bei den US Open 1987) und Billie Jean King (in Wimbledon 1973).